# Intamin
Intamin AG è un'azienda svizzera che progetta e realizza attrazioni per parchi divertimento ed attrezzature per il trasporto urbano.
È uno dei leader mondiali del settore, insieme a Bolliger & Mabillard (fondata da due ex dipendenti di Intamin) e Vekoma.

## Descrizione
Situata a Wollerau, nel Canton Svitto, e controllata dalla Intamin Transportation Ltd. con sede a Schaan (Liechtenstein), è la principale azienda al mondo nel settore del divertimento di massa. Famosa per aver realizzato le montagne russe più alte al mondo (prima Millennium Force a Cedar Point, poi Top Thrill Dragster sempre a Cedar Point e poi Kingda Ka a Six Flags Great Adventure) è nota anche per aver messo a punto un nuovo tipo di free fall tower ed un nuovo sistema di lancio idraulico per treni di montagne russe che ha consentito di eliminare la salita iniziale. Il nome Intamin è l'acronimo di "INTernational AMusement INstallations".

## Storia
La società viene fondata nel 1967 da Reinhold e Robert Spieldiener e da Ali Saiko.
La prima montagna russa realizzata dalla Intamin risale al 1979 ed è Jr. Gemini nel parco statunitense di Cedar Point.
Nell'anno 2009 ha all'attivo oltre 100 roller coaster realizzati in tutto il mondo. Le montagne russe di produzione Intamin si riconoscono generalmente per le rotaie a traliccio: queste possono essere a sezione triangolare, quadrata o a segmento (piatta), e tutte e tre le tipologie di sezione possono trovarsi nello stesso rollercoaster (a seconda della luce e delle sollecitazioni che gli elementi strutturali dovranno sopportare). Tuttavia, la ditta non è la principale produttrice indiscussa di montagne russe poiché non si occupa solo di questa singola tipologia di attrezzature; di fatto, questa società svizzera realizza anche altre attrazioni quali le già citate free fall tower e molte strutture per giochi acquatici. Inoltre produce anche mezzi per il trasporto civile urbano quali tram e monorotaie sopraelevate.
Il primo rollercoaster italiano Intamin viene aperto al pubblico solo nel 2009, nel parco pugliese Miragica (Molfetta), con l'accelerator coaster Senzafiato; nel giugno dello stesso anno il parco romagnolo di Mirabilandia ha inaugurato il launched coaster iSpeed.

## Prodotti e tecnologia
La gamma di prodotti Intamin è divisa in due grandi categorie Rides/Thrill Rides e trasporti.

### Attrazioni

#### Montagne russe
Intamin è stata tra le prime società del settore a creare un sistema di propulsione magnetica (Induzione lineare / motore sincrono) e rimane uno dei pochi costruttori che continua ad usare questa tecnologia sulle proprie montagne russe. Intamin ha anche creato il primo sistema di lancio idraulico (Noto anche come "Accelerator coaster" o "Rocket Coaster") che ora viene utilizzato per catapultare i treni delle montagne russe da fermi alla velocità di 240 chilometri orari (150 mph) in pochi secondi prima di salire immense altezze. Furius Baco a PortAventura Park, per esempio, è la più veloce tra le montagne russe operative in Europa, il lancio da 0 a 135 km / h (84 mph) impiega 3,5 secondi. Intamin è anche nota per i suoi Mega Coaster (termine Intamin per un Ipercoaster) con una altezza (o caduta) più di 200 ft / 61 m; Giga Coaster, una montagna russa con un'altezza (o caduta) di oltre 91 m; il Coaster Strata, qualsiasi montagna russa oltre i 122 m di altezza. Ci sono (attualmente) solo due Coaster Strata esistenti: il Top Thrill Dragster a Cedar Point e Kingda Ka a Six Flags Great Adventure. Due roller coaster Intamin (rispettivamente un Giga Coaster e un Mega Coaster) attualmente (2015) occupano le prime 2 posizioni dei Golden Ticket Awards e sono Millennium Force e Superman Ride.

#### Torre a caduta libera
Famoso il nuovo tipo di torre a caduta libera che vede dei binari alla fine del percorso, così da far scorrere la navetta in orizzontale sdraiando i passeggeri invece di frenare verso il basso.
In Italia l'unico esemplare si trova al Movieland Park di Canevaworld Resort a Lazise, Verona e si chiama "The Hollywood Action Tower".